# Гіренко Андрій Миколайович
Андрій Миколайович Гіренко (нар. 16 березня 1936, Кривий Ріг, Дніпропетровська область, Українська РСР — 28 грудня 2017, Москва) — український комсомольський та партійний діяч. Член Ревізійної Комісії КПУ в 1971 — 1976 р. Кандидат у члени ЦК КПУ в 1976 — квітні 1980 р. Член ЦК КПУ в квітні 1980 — 1990 р. Депутат Верховної Ради УРСР 8—10-го скликань. Депутат Верховної Ради СРСР 11-го скликання. Народний депутат СРСР у 1989—1991 р. Кандидат у члени ЦК КПРС у 1981 — вересні 1989 р. Член ЦК КПРС у вересні 1989 — серпні 1991 р. Секретар ЦК КПРС у вересні 1989 — серпні 1991 р.

## Біографія
Ім'я при народженні — Адольф — було змінено в 1972 році на Андрій.. Батько загинув на фронті під час війни, мати працювала інженером.
У 1958 році закінчив Криворізький гірничорудний інститут.
У 1958—1962 роках — бригадир електромонтажників, інженер лабораторії рудоуправління, бригадир електрослюсарів шахти «Гігант», старший інженер лабораторії автоматики, механік сигналізації шахти «Комунар» рудоуправління імені Дзержинського міста Кривого Рогу Дніпропетровської області. У 1962—1963 роках — секретар комітету комсомолу рудоуправління імені Дзержинського.
Член КПРС з 1963 року.
У 1963—1967 роках — 1-й секретар Криворізького міського комітету ЛКСМ України Дніпропетровської області.
У жовтні 1967 — березні 1970 року — 1-й секретар Дніпропетровського обласного комітету ЛКСМУ.
У березні 1970 — 27 січня 1972 року — 2-й секретар ЦК ЛКСМ України. У 1971 році закінчив Заочну Вищу партійну школу при ЦК КПРС.
27 січня 1972 — 25 січня 1975 року — 1-й секретар ЦК ЛКСМ України. У 1975 році — інспектор ЦК КПУ.
29 березня 1975 — 28 березня 1980 року — 2-й секретар Херсонського обласного комітету Компартії України.
28 березня 1980 — 23 червня 1987 року — 1-й секретар Херсонського обласного комітету Компартії України.
13 червня 1987 — 25 вересня 1989 року — 1-й секретар Кримського обласного комітету Компартії України.
20 вересня 1989 — 23 серпня 1991 року — секретар ЦК КПРС.
З 1992 року — заступник співголови-координатора Міжнародного конгресу промисловців і підприємців (місто Москва). У 1996 — квітні 1997 року — радник управління кадрів і державної служби апарату Ради Федерацій Федерального Зібрання Російської Федерації.

## Громадська діяльність
- Голова ради українських земляцтв в Москві.
- Голова правління регіональної громадської організації Дніпропетровського земляцтва «Дніпряни» (місто Москва)

## Нагороди
- орден Леніна (14.03.1986)
- орден Жовтневої Революції (22.12.1977)
- орден Трудового Червоного Прапора (8.12.1973)
- орден «Знак Пошани» (25.08.1971)
- медаль «За трудову доблесть» (11.08.1966)
- медалі
- Грамота Президії Верховної Ради Української РСР (25.10.1968)